# Улица Академика Богомольца (Киев)
У́лица Акаде́мика Богомо́льца (укр. ву́лиця Акаде́міка Богомо́льця) — улица в Печерском районе города Киева, местность Липки. Пролегает от Шелковичной улицы до улицы Филиппа Орлика.

## История
Улица возникла в 30—40-х годах XIX века под названием Эсплана́дная (от расположенной рядом эспланады Новой Печерской крепости). В 1869 году получила название Виногра́дная (от посаженного здесь в XIX веке виноградного сада). Такое же название в разное время имели и соседние ул. Филиппа Орлика и Липский переулок. Ныне рядом с улицей Академика Богомольца существует Виноградный переулок. Современное название улица получила в 1946 году, в честь советского учёного-физиолога А. А. Богомольца.

## Известные личности, связанные с улицей
В здании № 2 проживал академик А. А. Богомолец, в честь которого названа улица. В 1848 году в одной из усадеб на этой улице, у своего товарища по нежинской гимназии Александра Данилевского, проживал писатель Н. В. Гоголь.
В 1880-х годах в здании графини Колонна-Чосновской проживала великая княгиня Александра Петровна.

## Памятники истории и архитектуры
- Доходный дом 1914 года (дом № 5)
- Жилой дом (дом № 2)
- Здание для работников НКВД УССР, 1934—1935 р., архитектор Г. Любченко (дом № 7/14)

## Памятники и музеи
- Мемориальная доска в честь академика А. А. Богомольца на здании № 2, где он проживал. Открыта в 1947 году.
- Угол улиц Академика Богомольца и Шелковичной занимает дендропарк имени А. А. Богомольца — ботанический памятник природы местного значения. На территории парка расположен жилой дом №2 и могила Богомольца. Памятник на могиле учёного установлен в 1946 году, скульптор Л. Д. Муравин.
- Мемориальная доска в честь академика А. А. Богомольца на здании Института физиологии (№ 4), где он работал в 1932—1946 годах. Открыта 1 июня 1981 года; бронза, барельеф; скульптор И. М. Гончар, архитектор Я. Ф. Ковбаса;
- Мемориальная доска в честь учёного-нейрофизиолога, академика АН УССР Макарченко Александра Фёдоровича (1903—1979) на здании Института физиологии. Открыта 5 июля 1984 года; гранит, бронзовый барельеф; скульптор В. М. Клоков, Т. Г. Довженко.
- В помещении Института физиологии в 1947 году был создан мемориальный музей А. А. Богомольца (открыт для посетителей 1 июня 1981 года). Музей состоит из рабочей лаборатории, приёмной и кабинета.
- Скульптурная композиция «Место встречи изменить нельзя». Представляет собой фигуры известных кинематографических героев одноимённого фильма — Глеба Жеглова и Владимира Шарапова. Установлен 14 апреля 2009 года, поблизости от Министерства внутренних дел Украины. Скульпторы — Владимир и Алексей Чепелики, архитектор — Борис Писаренко.

## Важные учреждения
- Институт физиологии им. А. А. Богомольца НАН Украины (дом № 4)
- Международный центр молекулярной физиологии НАН Украины (дом № 4)
- Управление государственной охраны Украины (дом № 8)
- Министерство внутренних дел Украины (дом № 10)
- Отраслевой государственный архив Министерства внутренних дел Украины (дом № 10)